# Târșolț
Târșolț es una comuna ubicada en el distrito de Satu Mare, Rumania.

## Superficie
Posee una superficie de 32,35 kilómetros cuadrados.

## Demografía
Hasta 2021 la población era de 3079 habitantes, con una densidad de población de 95,18 habitantes por kilómetro cuadrado.